# I Wanna Be Your Lover
I Wanna Be Your Lover är den italienska discoduon La Biondas sjunde studioalbum, utgivet 1980 via skivbolaget Baby.

## Låtlista
Alla låtar är skrivna av Michelangelo La Bionda och Carmelo La Bionda, om inte annat anges.
| 1.           | "I Wanna Be Your Lover" | Michelangelo La Bionda, Carmelo La Bionda, Richard Palmer-James | 4:18  |
| 2.           | "Johnie Don't Go Away"  | Michelangelo La Bionda, Carmelo La Bionda, Richard Palmer-James | 5:30  |
| 3.           | "Action"                | Michelangelo La Bionda, Carmelo La Bionda, Timothy Touchton     | 3:57  |
| 4.           | "A Moment of Sunshine"  | Michelangelo La Bionda, Carmelo La Bionda, Richard Palmer-James | 4:52  |
| Total längd: | Total längd:            | Total längd:                                                    | 18:37 |

| 1.           | "Night Flight"         | Michelangelo La Bionda, Carmelo La Bionda, Thor Baldursson, Timothy Touchton | 4:22  |
| 2.           | "You're So Fine"       | Michelangelo La Bionda, Carmelo La Bionda, Timothy Touchton                  | 3:55  |
| 3.           | "One Thing's For Sure" | Michelangelo La Bionda, Carmelo La Bionda, Richard Palmer-James              | 3:48  |
| 4.           | "The Cyclone Rock"     | Michelangelo La Bionda, Carmelo La Bionda, Timothy Touchton                  | 3:24  |
| 5.           | "Don't Cry Now"        | Michelangelo La Bionda, Carmelo La Bionda, Richard Palmer-James              | 3:14  |
| Total längd: | Total längd:           | Total längd:                                                                 | 18:43 |